# Orde van de Lovenswaardigen
De Orde van de Lovenswaardigen, ook wel "Orde van de Verdienstelijken", (Arabisch: "Wisam al-Hamudieh"), was een door de regerende Sultan Sayyid Hamud bin Muhammad ingestelde ridderorde van het Sultanaat Zanzibar die in de jaren tussen 1897 en 1911 gebruikt werd als een huisorde van de regerende dynastie der Al Bu-Said. In het Arabisch wordt de orde "Wisam al-Hamudieh" genoemd.
De orde had vier graden en had tijdens haar korte bestaan voorrang op de oudere Orde van de Stralende Ster.
Het versiersel leek sterk op dat van de Orde van de Stralende Ster maar het was niet geëmailleerd.

## Bekende leden van deze orde

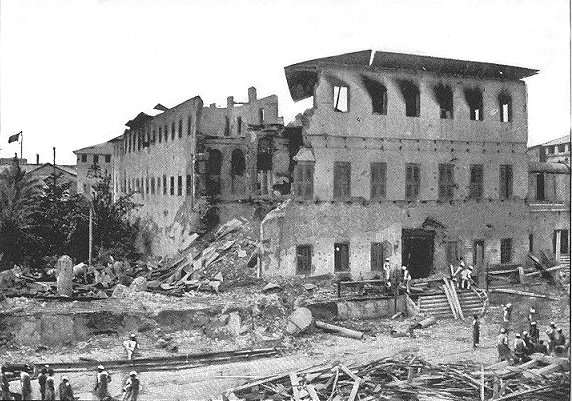
De harem van de Sultan van Zanzibar na het bombardement door Sir Harry Holdsworth Rawson

- De door de Britse regering aangewezen Premier van Zanzibar, Sir Lloyd Mathews - De Grote Orde[2]
- De door de Britse regering aangewezen Generaal Arthur Raikes, Bevelhebber van het leger van de Sultan van Zanzibar - De Ie Klasse[2][3]
- Admiraal Sir Harry Holdsworth Rawson[4] Hij beschoot met zijn vloot de harem van de Sultan van Zanzibar in de 39 minuten durende Engels-Zanzibarese Oorlog.

De onderscheidingen van het Sultanaat Zanzibar tussen 1875 en 1964.

Orde van de Onafhankelijkheid ·
Orde van de Lovenswaardigen ·
Orde van de Verhevenen ·
Orde van het Verheven Portret ·
Orde van de Stralende Ster ·
Campagnemedaille ·
Medaille van de Regering ·
Medaille van Verdienste ·
Medaille voor het Zilveren Jubileum

Zie ook: Ridderorden in Zanzibar